# Meno-Spessart
Meno-Spessart (em alemão:  Main-Spessart) é um distrito (kreis ou landkreis) da Alemanha localizado na região da Baixa Francónia, no estado da Baviera.

## Cidades e Municípios
| Cidades                                                                                                  | Municípios | |
| --- | --- | --- |
| 1. Arnstein 2. Gemünden am Main 3. Karlstadt am Main 4. Lohr 5. Marktheidenfeld 6. Rieneck 7. Rothenfels | 1. Aura im Sinngrund 2. Birkenfeld 3. Bischbrunn 4. Burgsinn 5. Erlenbach bei Marktheidenfeld 6. Esselbach 7. Eußenheim 8. Fellen 9. Frammersbach 10. Gössenheim 11. Gräfendorf 12. Hafenlohr 13. Hasloch 14. Himmelstadt 15. Karbach 16. Karsbach | 1. Kreuzwertheim 2. Mittelsinn 3. Neuendorf 4. Neuhütten 5. Neustadt am Main 6. Obersinn 7. Partenstein 8. Rechtenbach 9. Retzstadt 10. Roden 11. Schollbrunn 12. Steinfeld 13. Thüngen 14. Triefenstein 15. Urspringen 16. Wiesthal 17. Zellingen |